# White Jazz
White Jazz (titre original : White Jazz) est un roman policier historique américain de James Ellroy, publié en 1991. Il s'agit de la quatrième et dernière partie du Quatuor de Los Angeles, après Le Dahlia noir, Le Grand Nulle part et L.A. Confidential.
Le roman est paru dans sa traduction française en 1991 avant la publication en 1992 dans sa langue originale.

## Résumé
White Jazz permet de connaître la suite des rivalités entre Ed Exley et Dudley Smith au sein du LAPD via le regard d'un nouveau personnage : le lieutenant Dave Klein. Il est donc question dans ce roman de vol de fourrures, de trafic de drogues dans une société de laveries, d'un tueur de clochards et du racisme ambiant de l'époque. Les rivalités politiques sont illustrées en partie par la présence de flics ripoux, notamment Dave Klein, le narrateur du récit.

## Particularité du roman
Comme souvent chez Ellroy, plusieurs intrigues s'entrecroisent : ici, Dave Klein a des soucis personnels qu'il doit affronter, en même temps que les affaires criminelles sur lesquelles il travaille.

## Personnages principaux
- Dave Klein : le dernier narrateur du quatuor n'a rien à envier à certains de ses prédécesseurs. C'est un policier brutal aux méthodes proches de celles de Dudley Smith : Il n'hésite pas, par exemple, à faire supprimer son coéquipier. Il aime le jazz et les femmes... ce qui va lui amener des ennuis.
- Dudley Smith : il n'a pas changé. Adepte des méthodes musclées et illégales, raciste jusqu'au bout des doigts, il doit ici résoudre un vol de fourrures. Il continue à lutter contre son chef : Ed Exley.
- Ed Exley : il a continué son ascension et s'est découvert des ambitions politiques. Il semble moins intègre que dans L.A Confidential et il est prêt à tout pour être élu au conseil municipal de Los Angeles.
- Mickey "le mickeyeur" Cohen : sale temps pour l'ancien mafieux. Ses affaires vont mal et il a perdu beaucoup de son influence. Il s'est mis au cinéma et produit une série Z de science - fiction patriotique.

## Le style
Pour ce roman, Ellroy épure ici à l'extrême son style. Dans les précédents romans, les phrases étaient courtes et suivaient le schéma : "sujet - verbe - complément". Ici, c'est encore plus simple - parfois presque télégraphique - et direct : "un mot. Un mot. Un mot".

## Quatuor de Los Angeles
White Jazz s’inscrit dans une tétralogie informelle se déroulant à Los Angeles dans les années 1940-1950 :
1. Le Dahlia noir (The Black Dahlia, 1987)
2. Le Grand Nulle part (The Big Nowhere, 1988)
3. L.A. Confidential (1990)
4. White Jazz (1991)